# Mouflers
Mouflers est une commune française située dans le département de la Somme, en région Hauts-de-France.

## Géographie

### Localisation
Mouflers est un village picard du Ponthieu proche de l'Amiénois.
À vol d'oiseau, la localité est située à 5 km au nord-ouest de Flixecourt, 5 km d'Ailly-le-Haut-Clocher, 6 km au nord-est de Longpré-les-Corps-Saints, 6 km au sud-ouest de Domart-en-Ponthieu, 17 km au sud-est d'Abbeville et à 25 km au nord-ouest d'Amiens.
Le territoire de la commune est limitrophe de ceux de cinq communes.
Les communes limitrophes sont Bouchon, L'Étoile, Vauchelles-lès-Domart, Ville-le-Marclet et Villers-sous-Ailly.

### Hydrographie
La commune est située dans le bassin Artois-Picardie. Elle n'est drainée par aucun cours d'eau.

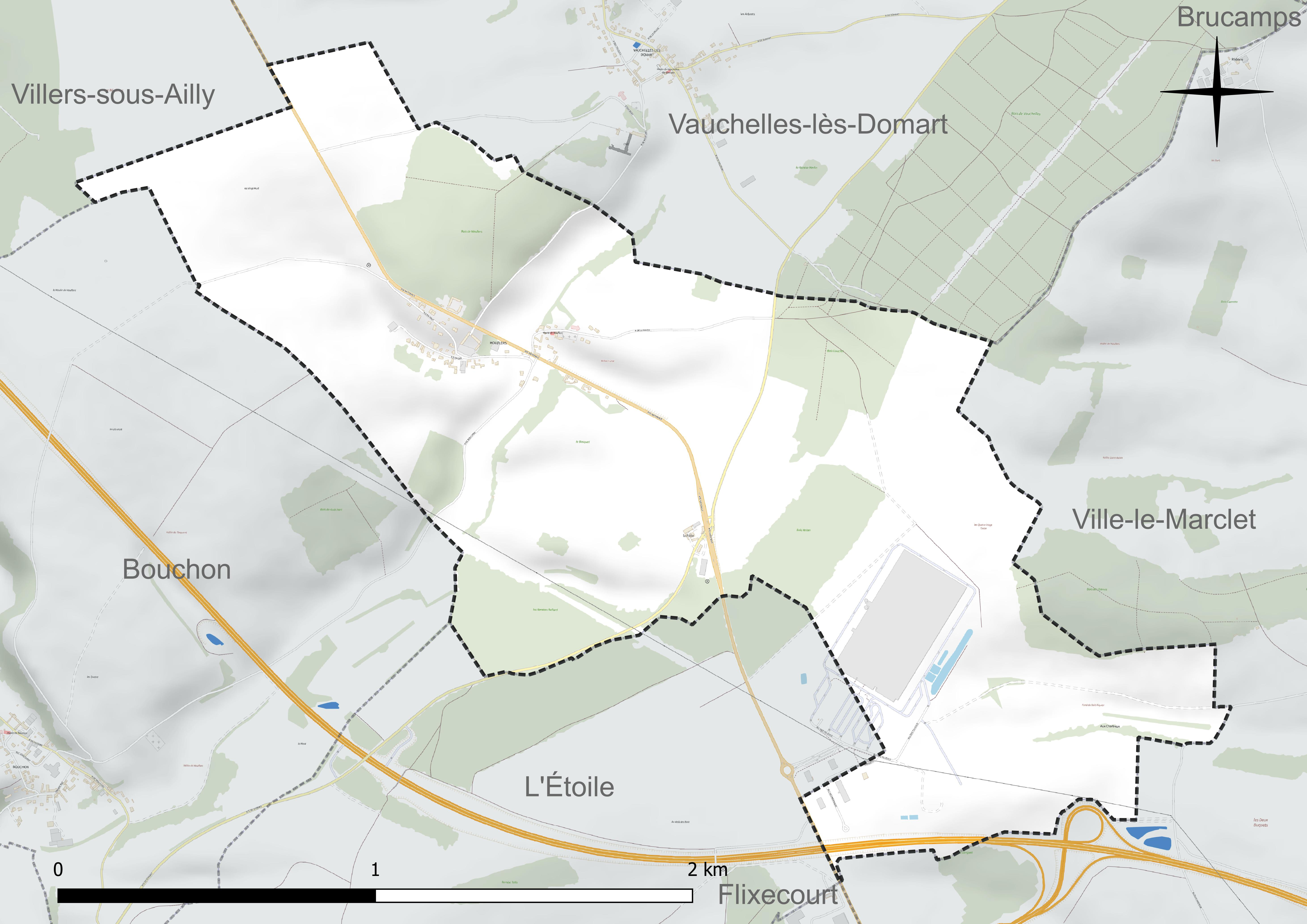
Réseau hydrographique de Mouflers.

### Climat
Pour des articles plus généraux, voir Climat des Hauts-de-France et Climat de la Somme.
En 2010, le climat de la commune est de type climat océanique altéré, selon une étude du CNRS s'appuyant sur une série de données couvrant la période 1971-2000. En 2020, Météo-France publie une typologie des climats de la France métropolitaine dans laquelle la commune est exposée à un climat océanique et est dans la région climatique Côtes de la Manche orientale, caractérisée par un faible ensoleillement (1 550 h/an) ; forte humidité de l'air (plus de 20 h/jour avec humidité relative > 80 % en hiver), vents forts fréquents.
Pour la période 1971-2000, la température annuelle moyenne est de 10,2 °C, avec une amplitude thermique annuelle de 13,7 °C. Le cumul annuel moyen de précipitations est de 784 mm, avec 12,4 jours de précipitations en janvier et 8,4 jours en juillet. Pour la période 1991-2020, la température moyenne annuelle observée sur la station météorologique la plus proche, située sur la commune de Bernaville à 13 km à vol d'oiseau, est de 10,4 °C et le cumul annuel moyen de précipitations est de 877,3 mm,. Pour l'avenir, les paramètres climatiques de la commune estimés pour 2050 selon différents scénarios d'émission de gaz à effet de serre sont consultables sur un site dédié publié par Météo-France en novembre 2022.

## Urbanisme

### Typologie
Au 1er janvier 2024, Mouflers est catégorisée commune rurale à habitat dispersé, selon la nouvelle grille communale de densité à sept niveaux définie par l'Insee en 2022.
Elle est située hors unité urbaine. Par ailleurs la commune fait partie de l'aire d'attraction d'Amiens, dont elle est une commune de la couronne,. Cette aire, qui regroupe 369 communes, est catégorisée dans les aires de 200 000 à moins de 700 000 habitants,.

### Occupation des sols
L'occupation des sols de la commune, telle qu'elle ressort de la base de données européenne d'occupation biophysique des sols Corine Land Cover (CLC), est marquée par l'importance des territoires agricoles (80,7 % en 2018), une proportion sensiblement équivalente à celle de 1990 (80,8 %). La répartition détaillée en 2018 est la suivante : 
terres arables (72,2 %), forêts (19,3 %), zones agricoles hétérogènes (8,5 %), prairies (0,1 %). L'évolution de l'occupation des sols de la commune et de ses infrastructures peut être observée sur les différentes représentations cartographiques du territoire : la carte de Cassini (XVIIIe siècle), la carte d'état-major (1820-1866) et les cartes ou photos aériennes de l'IGN pour la période actuelle (1950 à aujourd'hui).

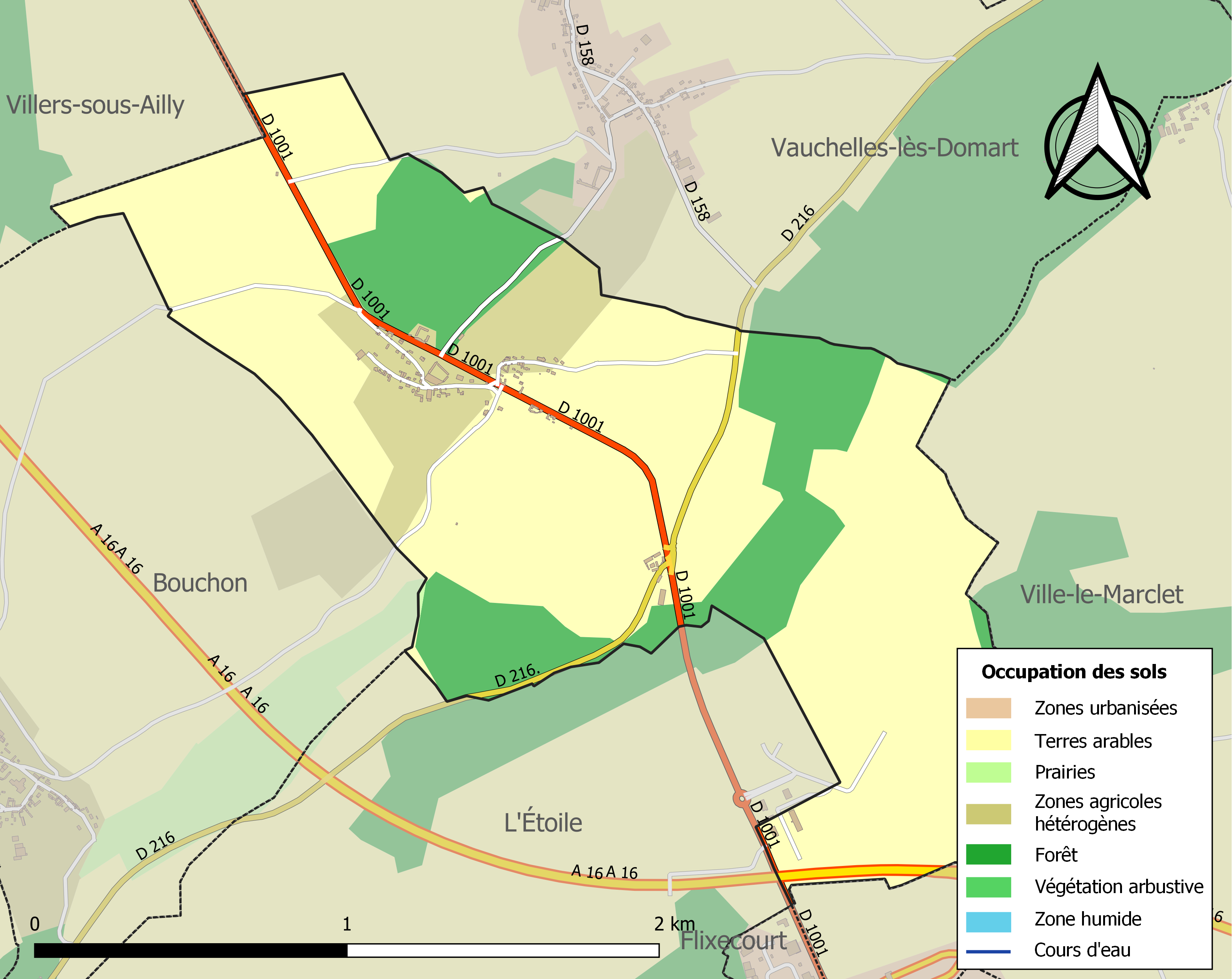
Carte des infrastructures et de l'occupation des sols de la commune en 2018 (CLC).

### Voies de communication et transports
En 2019, la localité est desservie par la ligne d'autocars no 28 (Saint-Léger - L'Étoile - Flixecourt - Amiens) du réseau inter-urbain Trans'80.

## Toponymie
Mofflers est cité en 1066, lors de la création de la collégiale de Picquigny. M. Darsy relève Muffleria dans une note sur Séry. Dès 1144, Moufflers apparaît dans un cartulaire de Valloires, cité par Eugène III, pape.

## Politique et administration
| Période                                  | Période                       | Identité      | Étiquette | Qualité                         |
| ---------------------------------------- | ----------------------------- | ------------- | --------- | ------------------------------- |
| Les données manquantes sont à compléter. |                               |               |           |                                 |
|                                          | 1977                          | Bellegueule   |           |                                 |
| 1977                                     | 2001                          | André Roussel |           |                                 |
| mars 2001                                | En cours (au 11 juillet 2020) | Yves Crépy    |           | Réélu pour le mandat 2020-2026, |

## Population et société

### Démographie
L'évolution du nombre d'habitants est connue à travers les recensements de la population effectués dans la commune depuis 1793. Pour les communes de moins de 10 000 habitants, une enquête de recensement portant sur toute la population est réalisée tous les cinq ans, les populations de référence des années intermédiaires étant quant à elles estimées par interpolation ou extrapolation. Pour la commune, le premier recensement exhaustif entrant dans le cadre du nouveau dispositif a été réalisé en 2006.

En 2022, la commune comptait 96 habitants, en évolution de +3,23 % par rapport à 2016 (Somme : −1,26 %, France hors Mayotte : +2,11 %).
| 1793 | 1800 | 1806 | 1821 | 1831 | 1836 | 1841 | 1846 | 1851 |
| ---- | ---- | ---- | ---- | ---- | ---- | ---- | ---- | ---- |
| 148  | 127  | 159  | 162  | 177  | 182  | 191  | 192  | 189  |

| 1856 | 1861 | 1866 | 1872 | 1876 | 1881 | 1886 | 1891 | 1896 |
| ---- | ---- | ---- | ---- | ---- | ---- | ---- | ---- | ---- |
| 182  | 176  | 162  | 169  | 160  | 137  | 140  | 124  | 122  |

| 1901 | 1906 | 1911 | 1921 | 1926 | 1931 | 1936 | 1946 | 1954 |
| ---- | ---- | ---- | ---- | ---- | ---- | ---- | ---- | ---- |
| 117  | 98   | 98   | 97   | 101  | 90   | 100  | 102  | 83   |

| 1962 | 1968 | 1975 | 1982 | 1990 | 1999 | 2006 | 2011 | 2016 |
| ---- | ---- | ---- | ---- | ---- | ---- | ---- | ---- | ---- |
| 92   | 101  | 74   | 80   | 99   | 83   | 88   | 86   | 93   |

| 2021 | 2022 | - | - | - | - | - | - | - |
| ---- | ---- | - | - | - | - | - | - | - |
| 96   | 96   | - | - | - | - | - | - | - |

### Enseignement
L'école intercommunale Victor Hugo a été implantée à Ailly-le-Haut-Clocher. Elle scolarise 303 élèves au cours de l'année scolaire 2014-2015 et regroupe des écoliers d'Ailly-le-Haut-Clocher, Brucamps, Domqueur, Ergnies, Long, Mouflers, Yaucourt-Bussus.

## Culture locale et patrimoine

### Lieux et monuments
- Église Saint-Vaast[29],[30] reconstruite en brique en 1868 dans le style néo-gothique, en vogue à l'époque. Elle est composée d'une tour-clocher en avant corps, d'une nef à quatre travées, de deux chapelles formant transept et d'un chœur à trois pans. Seules les trois fenêtres du chœur sont habillées de meneaux et de vitraux. L'ancien édifice[31], de taille plus modeste, était situé dans le cimetière actuel. Bâti en craie locale et couvert en tuiles, il était composé d'un chœur gothique (XVIe s.), d'une nef romane à une seule travée ainsi que d'un clocher en charpente avec flèche recouverte d'ardoises. L'église primitive cohabita un temps avec la nouvelle avant d'être démolie[32]. La tour actuelle a perdu ses quatre clochetons d'origine[33]. Elle est aujourd'hui menacée de destruction[34].
- Moulin seigneurial : vestiges de la tour en pierre calcaire (2e moitié du XVIIe s.)[35]
- Monument aux morts.

L'église et son environnement
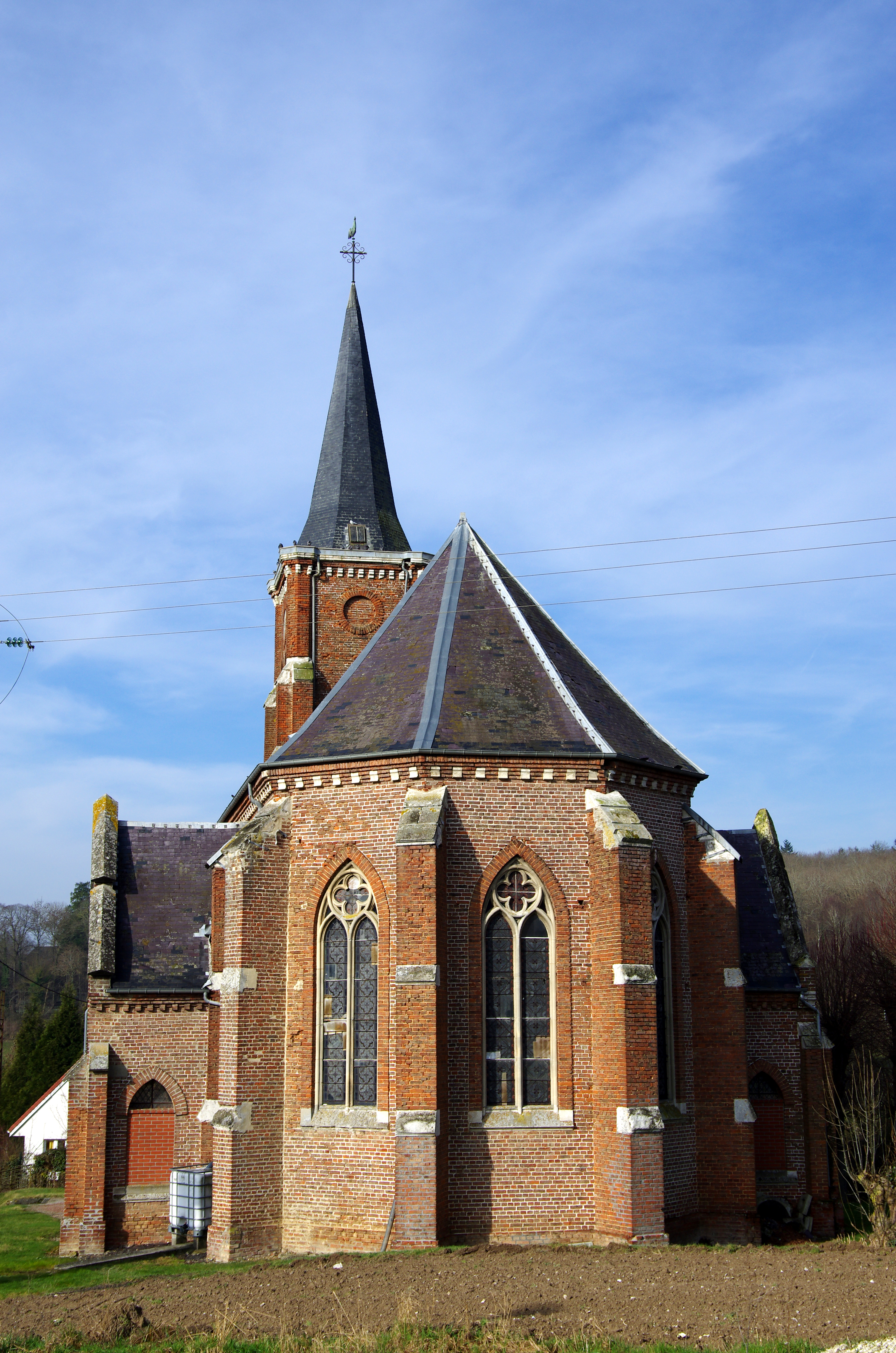
Le chevet de l'église.
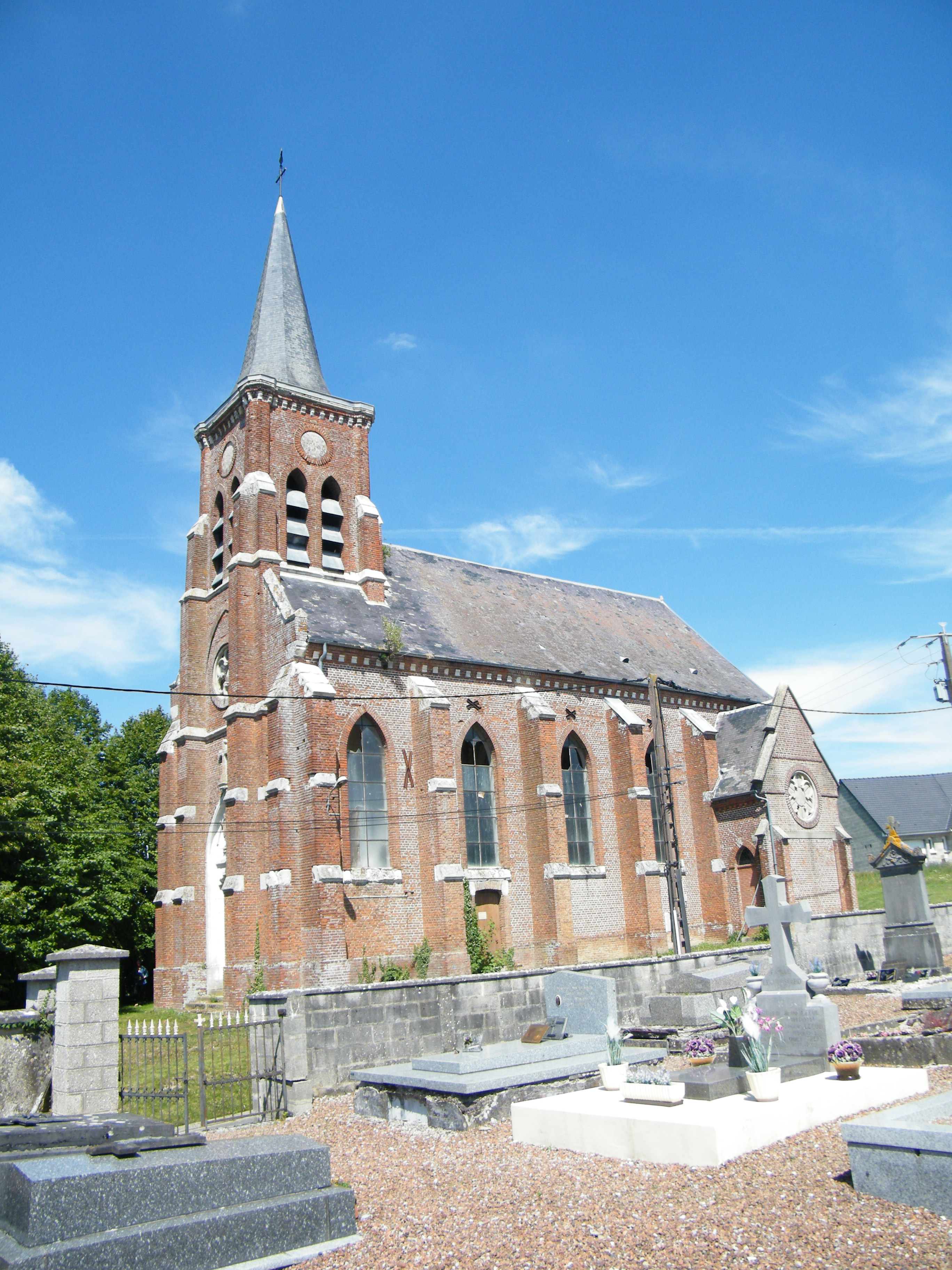
Façade sud de l'église.
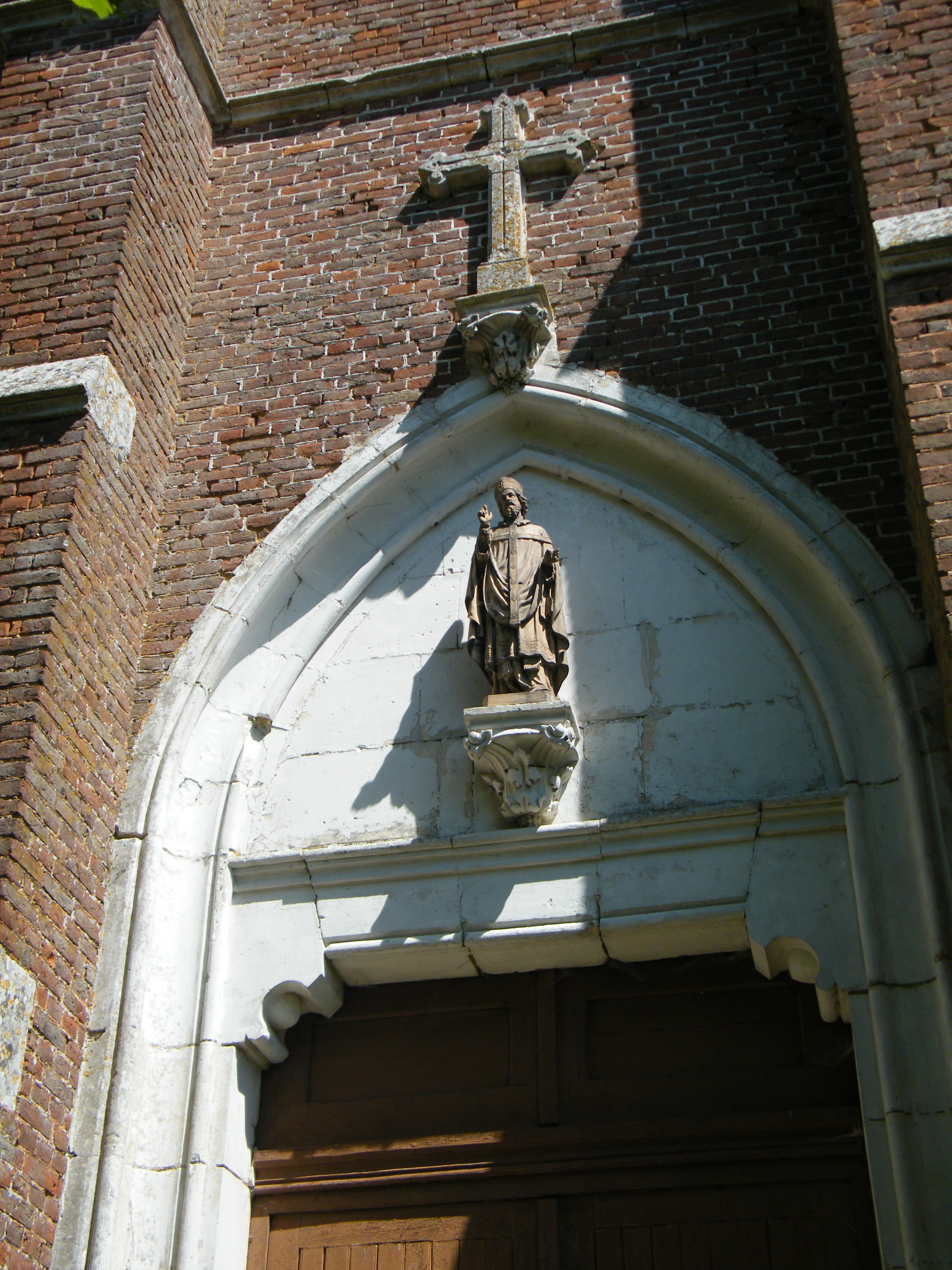
Portail avec statue du saint.
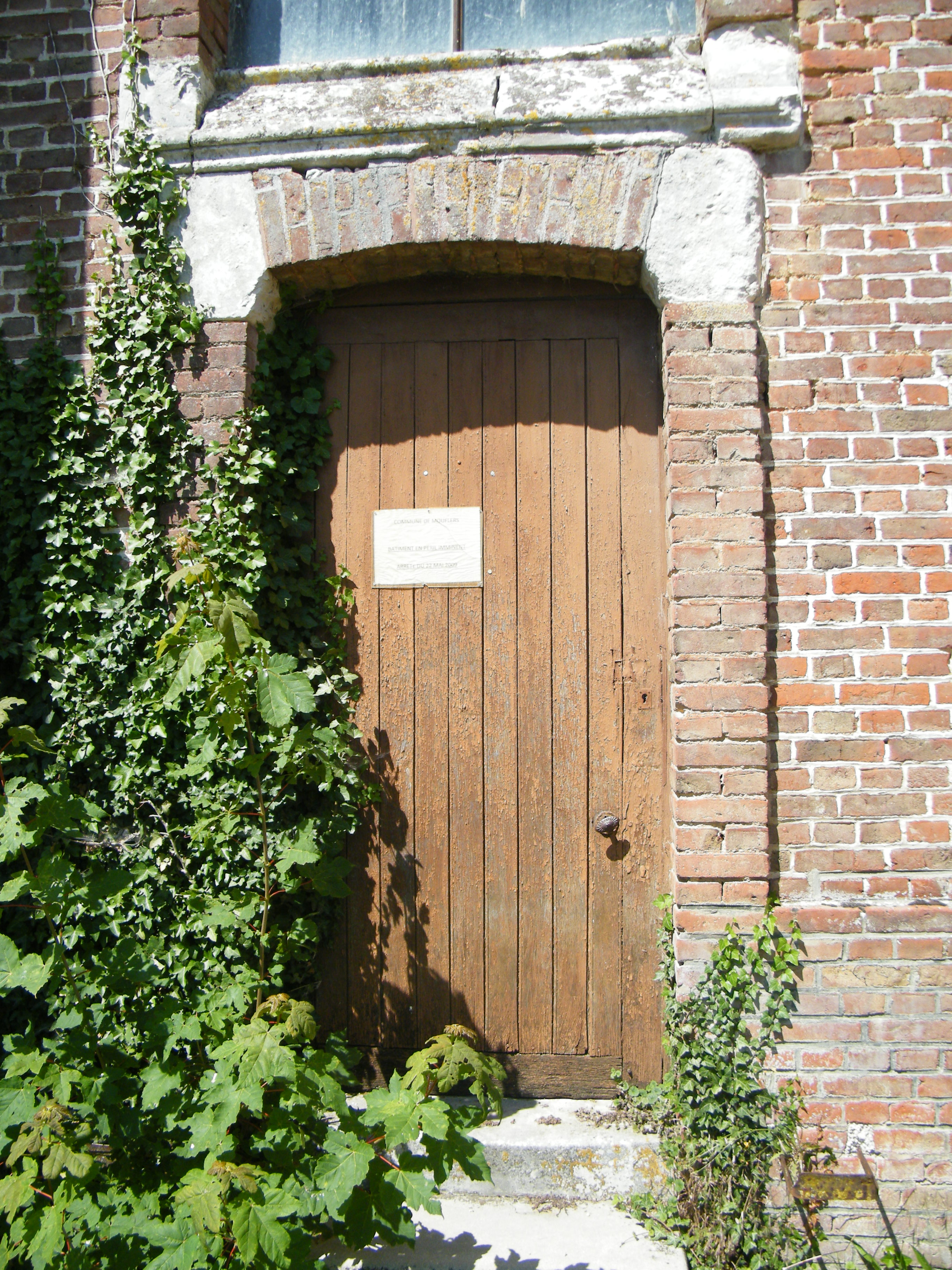
Porte latérale sud.
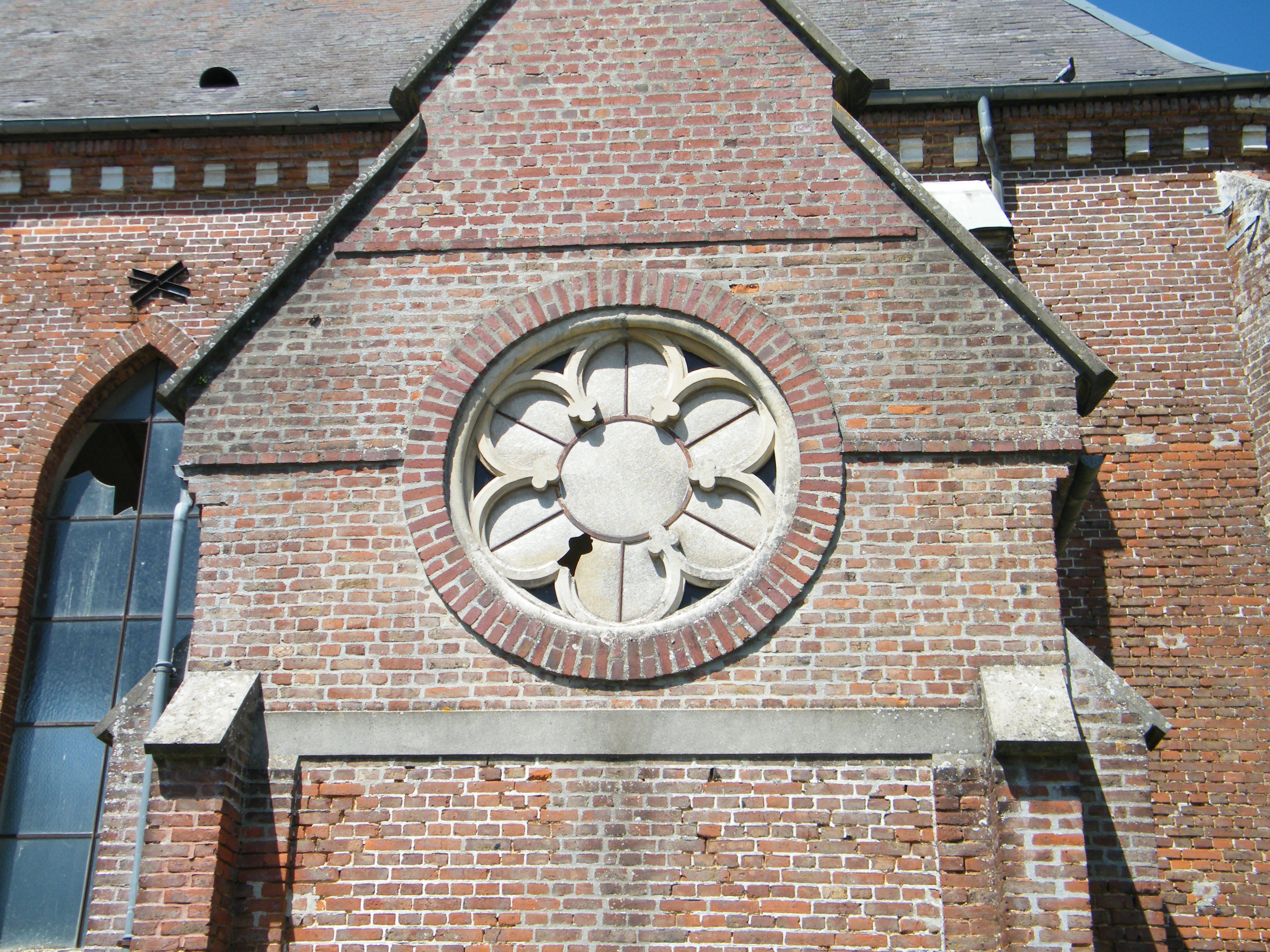
Ouverture du transept sud.
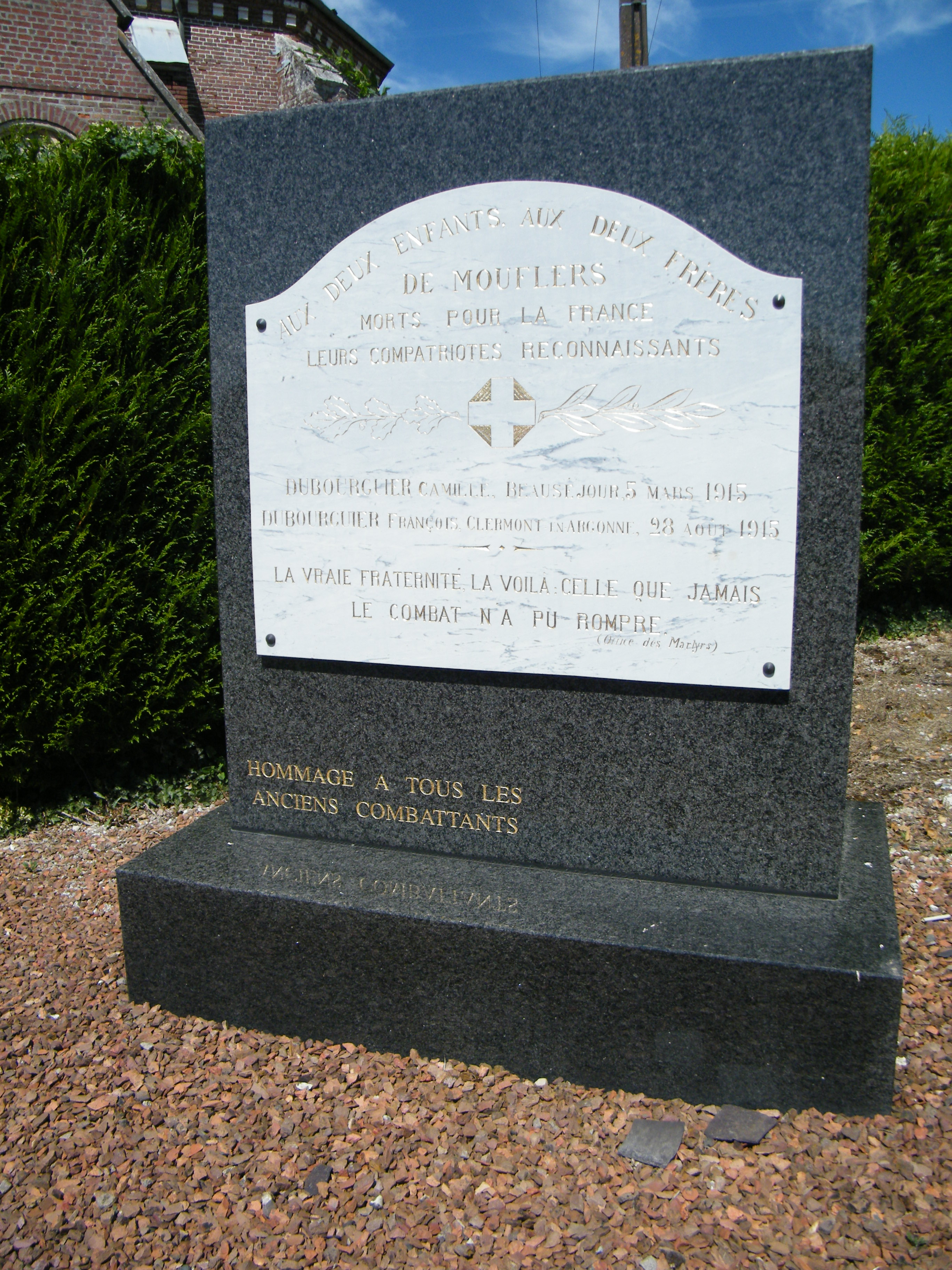
Monument aux morts.
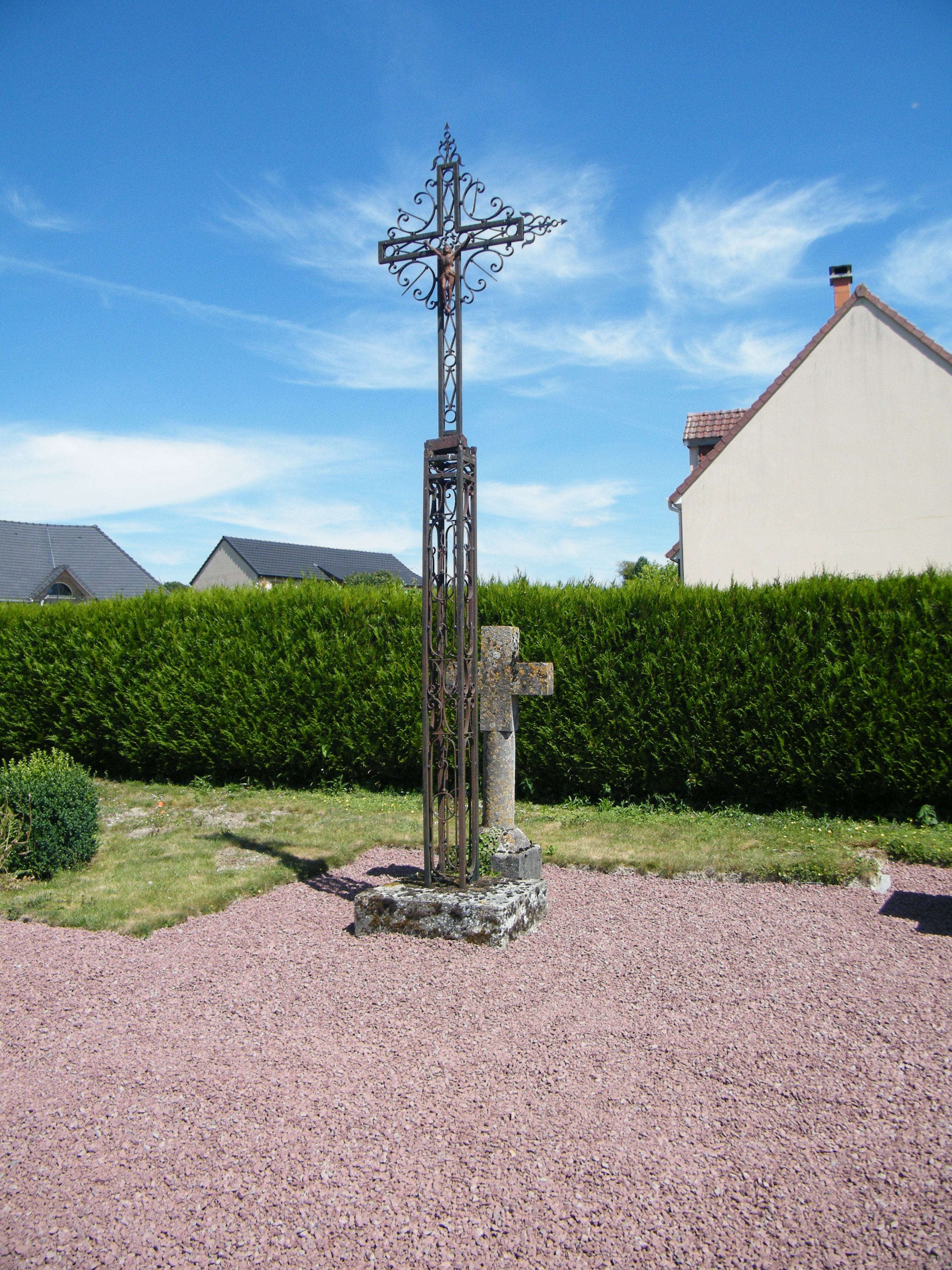
Croix du cimetière.
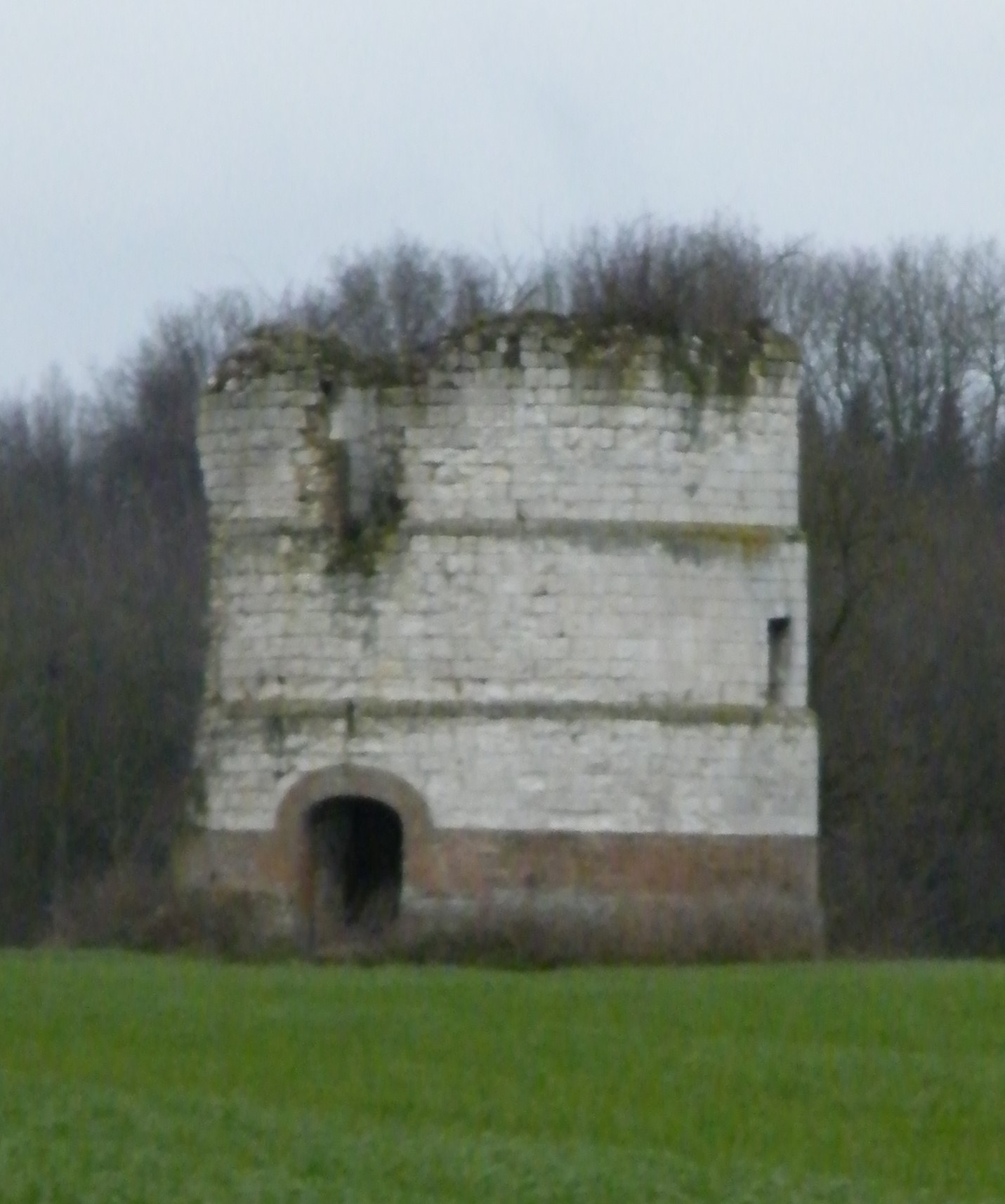
Le moulin.

### Patrimoine naturel
L'Œdicnème criard, la Bondrée apivore et le Busard Saint-Martin sont répertoriés sur le territoire communal. La Blackstonie perfoliée pousse le long du chemin reliant le bois Melan et le bois des Dames.
Un couloir de biodiversité utilisé par les chauves-souris et les oiseaux est constitué entre les deux bois communaux.
Au 6 octobre 2020, 10 espèces d'insectes, 13 espèces de mammifères et 14 espèces d'oiseaux sont recensés sur la base Clicnat de l'association Picardie Nature dans la commune de Mouflers.